# Veľký Klíž
Veľký Klíž és un poble i municipi d'Eslovàquia que es troba a la regió de Trenčín.

## Història
La primera menció escrita de la vila es remunta al 1244.

## Demografia
| Godina             | 1994 | 2004    | 2014   | 2024   |
| ------------------ | ---- | ------- | ------ | ------ |
| Nombre de persones | 1018 | 916     | 894    | 845    |
| Diferència         |      | −10,01% | −2,40% | −5,48% |

| Godina             | 2023 | 2024   |
| ------------------ | ---- | ------ |
| Nombre de persones | 847  | 845    |
| Diferència         |      | −0,23% |